# Manchiganahalli, Mulbagal
Manchiganahalli là một làng thuộc tehsil Mulbagal, huyện Kolar, bang Karnataka, Ấn Độ.